# آب‌ماریان
آب‌ماریان (به لاتین: Natricinae) زیرخانواده‌ای از مارهای قمچه‌ماران است که گاهی به عنوان یک خانواده (Natricidae) شناخته می‌شوند. این زیرخانواده از ۳۷ سرده تشکیل شده‌است. اعضای آن شامل بسیاری از گونه‌های مار بسیار رایج، مانند مار آبی اروپایی، و مارهای آبی آمریکای شمالی و مارهای بندجورابی هستند. برخی از اعضای جهان قدیم این زیرخانواده به نام پشت‌تیغه‌ای (keelback) شناخته می‌شوند، زیرا پولک‌های پشتی آنها تیغه‌بندی قوی را نشان می‌دهد.
آنها به عنوان یک گروه خواهری از سربزرگیان به علاوه Pseudoxenodontinae شناخته می‌شوند.